# Horaga schoutensis
Horaga schoutensis är en fjärilsart som beskrevs av James John Joicey och Talbot 1916. Horaga schoutensis ingår i släktet Horaga och familjen juvelvingar. Inga underarter finns listade i Catalogue of Life.